# Aleksandr Svitov
Aleksandr Nikolajevitj Svitov (ryska: Александр Николаевич Свитов), född 3 november 1982 i Omsk, Sovjetunionen, är en rysk professionell ishockeyforward som för närvarande spelar för Ak Bars Kazan i Kontinental Hockey League (KHL). Svitov erövrade Gagarin Cup med Salavat Julajev Ufa 2011.

## Klubbkarriär
År 1999 spelade Aleksandr Svitov sin första A-lagsmatch med Avangard Omsk i ryska superligan. Han valdes av Tampa Bay Lightning i den första omgången som tredje spelaren i NHL-draften 2001. Svitov debuterade i NHL med Tampa Bay under säsongen 2002/2003 där han kom att spela 63 matcher och samlade in 8 poäng. Under säsongen 2003/2004 byttes Svitov till Columbus Blue Jackets i utbyte mot Darryl Sydor. Svitov spelade nästföljande säsong i AHL innan han 2005 återvände till Avangard Omsk. Svitov återvände till NHL och Columbus en säsong 2006/2007 innan han åter återvände Avangard Omsk. Säsongen 2008/2009 lades ryska superligan ned och KHL startades. Svitov flyttade vidare 2010/2011 till Salavat Julajev Ufa med vilka han var med och vann KHL och Gagarin Cup 2011. Säsongen 2013/2014 skrev Svitov kontrakt med Ak Bars Kazan.

## Internationellt
Aleksandr Svitov spelade i U18-VM i ishockey 2000 och JVM 2001 och 2002. Svitov har spelat i VM som senior 2012 och 2013, vilket resulterat i en guldmedalj.

## Meriter
- 2005 AHL All-Star match
- 2011 Gagarin Cup-vinnare Salavat Julajev Ufa

### Internationellt
- 2000 Silvermedalj i U18-VM i ishockey
- 2002 Guldmedalj i JVM
- 2002 Mest utvisade spelaren i JVM
- 2012 Guldmedalj i VM